# احمدوو (شهرستان کوشنارنکوفسکی، باشقیرستان)
احمدوو (انگلیسی: Akhmetovo, Kushnarenkovsky District, Republic of Bashkortostan) یک شهرک در شهرستان کوشنارنکوفسکی جمهوری باشقیرستان در کشور روسیه است.